# マプ・ヤンガ＝ムビワ
マプ・ヤンガ＝ムビワ（Mapou Yanga-Mbiwa、1989年5月15日 - ）は、中央アフリカ共和国・バンギ出身のサッカー選手。ポジションはDF。元フランス代表。
ヤンガ＝エムビワとも表記される。

## 経歴

### クラブ
2005年からモンペリエHSCのユースチームに所属。2007年にトップチームに昇格し、同年2月23日のSCバスティア戦でプロデビューを果たした。2011-12シーズンにはイウトンとコンビを組みモンペリエのリーグ・アン初優勝に貢献し、シーズン終了後にアーセナルFCやACミランから注目されたが残留。
2013年1月22日、ニューカッスル・ユナイテッドFCと5年半の契約を締結。1月27日のアストン・ヴィラ戦でプレミアリーグデビューを果たし一定の出場機会を得たものの、ポジションを獲得することはできなかった。
2014年9月1日、ASローマへ条件付き買取オプション付随のレンタルで移籍。2015年1月28日、公式戦20試合に出場したため買取条項が発動しローマへ完全移籍。2015年5月25日に行われたラツィオとのローマダービーでは85分に決勝点を挙げ勝利に貢献した。
2015年8月14日、オリンピック・リヨンへ5年契約で完全移籍。移籍金は800万ユーロ+ボーナス200万ユーロ。

### 代表
フランス代表としてU-21代表でプレー。A代表としても4試合に出場した。

## 所属クラブ
- モンペリエHSC 2007-2013.1
- ニューカッスル・ユナイテッドFC 2013.1-2015.1
  - → ASローマ 2014-2015.1
- ASローマ 2015.1-2015.8
- オリンピック・リヨン 2015.8-

## タイトル
クラブ
モンペリエHSC
- リーグ・アン (1): 2011-12